# Alexis Carrel
Alexis Carrel (Lyon, 28 de junho de 1873 – Paris, 5 de novembro de 1944) foi um biologista francês. Nasceu em Lyon, estudou medicina na Universidade de Lyon e graduou-se em 1900. Depois emigrou para os Estados Unidos.
Como não existiam anticoagulantes nas transfusões de sangue na época, as mesmas só eram possíveis mediante a ligação dos vasos do receptor aos do doador. Por essa técnica, que permitiu as transfusões sanguíneas, Alexis Carrel recebeu o Nobel de Fisiologia ou Medicina de 1912.

## Biografia
Carrel sempre mostrou interesse pela possibilidade de reconstruir artérias, trabalho que começou a desenvolver em animais. Fascinado pelas experiências do cirurgião norte-americano Rudolph Matas sobre o tratamento de aneurismas, emigrou para os Estados Unidos em 1904. Os seus trabalhos tiveram continuidade na Universidade de Chicago e no Rockefeller Institute de Nova Iorque, onde permaneceu até 1938, data em que regressou à Europa.
As investigações de Carrel diziam respeito fundamentalmente à cirurgia experimental e ao transplante de tecidos e órgãos intactos. Até esse momento as estruturas vasculares suturavam-se e utilizavam-se cânulas de osso ou de metais preciosos. Alexis Carrel idealizou um novo sistema de sutura que evitava unir directamente as bordas vasculares. Para isso realizava cortes nos extremos dos vasos e dava-lhes a volta. Depois utilizava material parafinado na sutura. Com este método conseguia evitar as hemorragias pós-operatórias e a formação de coágulos sanguíneos. Com a sutura dos extremos para fora ou revertidos, conseguia que no interior não ficassem fios soltos que favorecessem a formação posterior de coágulos.
Em 1910 descreveu num artigo todos os seus avanços realizados com este novo sistema de sutura vascular. Com a sua técnica, Carrel conseguiu unir vasos sanguíneos de apenas um milímetro de diâmetro. Alentado por seus achados, dedicou a investigação aos transplantes vasculares, tomando uma porção de um vaso e conseguiu utilizá-lo em qualquer outro lugar do próprio paciente.
Entre as contribuições de Carrel para a cirurgia encontram-se os auto-enxertos em animais, onde obteve numerosos êxitos, embora se produzissem falhanços nos homo-enxertos (órgãos de indivíduos distintos da mesma espécie). Destacam-se ainda os transplantes de orelhas, tireoide, rim e baço, assim como a conservação dos vasos sanguíneos para transplantar que evita a espera de um possível doador (para tal utilizou a câmara fria ou cold storage). Além disso, criou um antisséptico para desinfetar feridas, a solução Carrel-Dakin, de grande utilidade durante a Primeira Guerra Mundial, e uma espécie de coração artificial.
Recebeu o Nobel de Fisiologia ou Medicina pelos seus trabalhos sobre sutura vascular e transplante de vasos sanguíneos e órgãos.

## Informações complementares
- Inicialmente cético,[3] converteu-se ao catolicismo após uma viagem a Lourdes, em que testemunhou uma cura milagrosa.[4] Foi membro da Pontifícia Academia das Ciências.
- Em 1935, publicou O Homem, Esse Desconhecido, que foi traduzido e reeditado transformando-se num grande êxito mundial até à década de 1950. Na obra, o leitor moderno encontra traços de eugenismo, incluindo a defesa da eutanásia de criminosos incuráveis e perigosos. Alguns trechos misóginos ou místicos podem igualmente chocar o leitor moderno desprevenido do contexto da época.
- Sob o regime da França de Vichy criou a Fondation Française pour l’Etude des Problèmes Humains.
- A cratera Carrel, no Mar da Tranquilidade da Lua, homenageia-o.

## Obras
- L'Homme, cet inconnu, Plon, 1935
- La Prière, 1944
- Réflexions sur la conduite de la vie (1950, póstumo)
- Voyage à Lourdes, Plon (1959, póstumo)